# Leopárd-áltrifla
A leopárd-áltrifla (Scleroderma areolatum) az áltriflafélék családjába tartozó, Európában és Észak-Amerikában honos, mérgező gombafaj.

## Megjelenése
A leopárd-áltrifla termőteste 2–5 cm átmérőjű, gumó alakú. Alja rövid, 2–3 cm-es, tönkszerűen összehúzott, micéliumkötegben folytatódik. Színe sárgásbarna, okker vagy vörösbarna; felülete kis, sötét pikkelykékkel borított, némileg a leopárd mintázatához hasonlóan. A spórák érésekor a termőtest szabálytalanul felreped.
Burka vékony (kb. 1 mm), húsa kezdetben fehér, de hamar lilásfeketévé válik és sokáig kemény marad. Szaga, íze nem jellegzetes. 
Spórája gömb alakú, izoláltan tüskés, nem hálózatos felületű, mérete 9-14 mikrométer. Spórapora sötét lilásbarna.

### Hasonló fajok
A szintén mérgező többi áltriflával lehet összetéveszteni. A rőt áltrifla burka vastagabb, a nyeles áltrifla alja tönkszerű. Biztonságosan csak mikroszkóppal, spórái alapján lehet elkülöníteni a többi fajtól. 

## Elterjedése és termőhelye
Európában és Észak-Amerikában honos. Magyarországon nem gyakori. Lomb- és vegyes erdőkben, inkább humuszban gazdag talajon található. Júniustól októberig terem.
Mérgező. Nagyobb mennyiség fogyasztása után 1/2-3 órával rosszullét, hányás, ájulás lép fel.

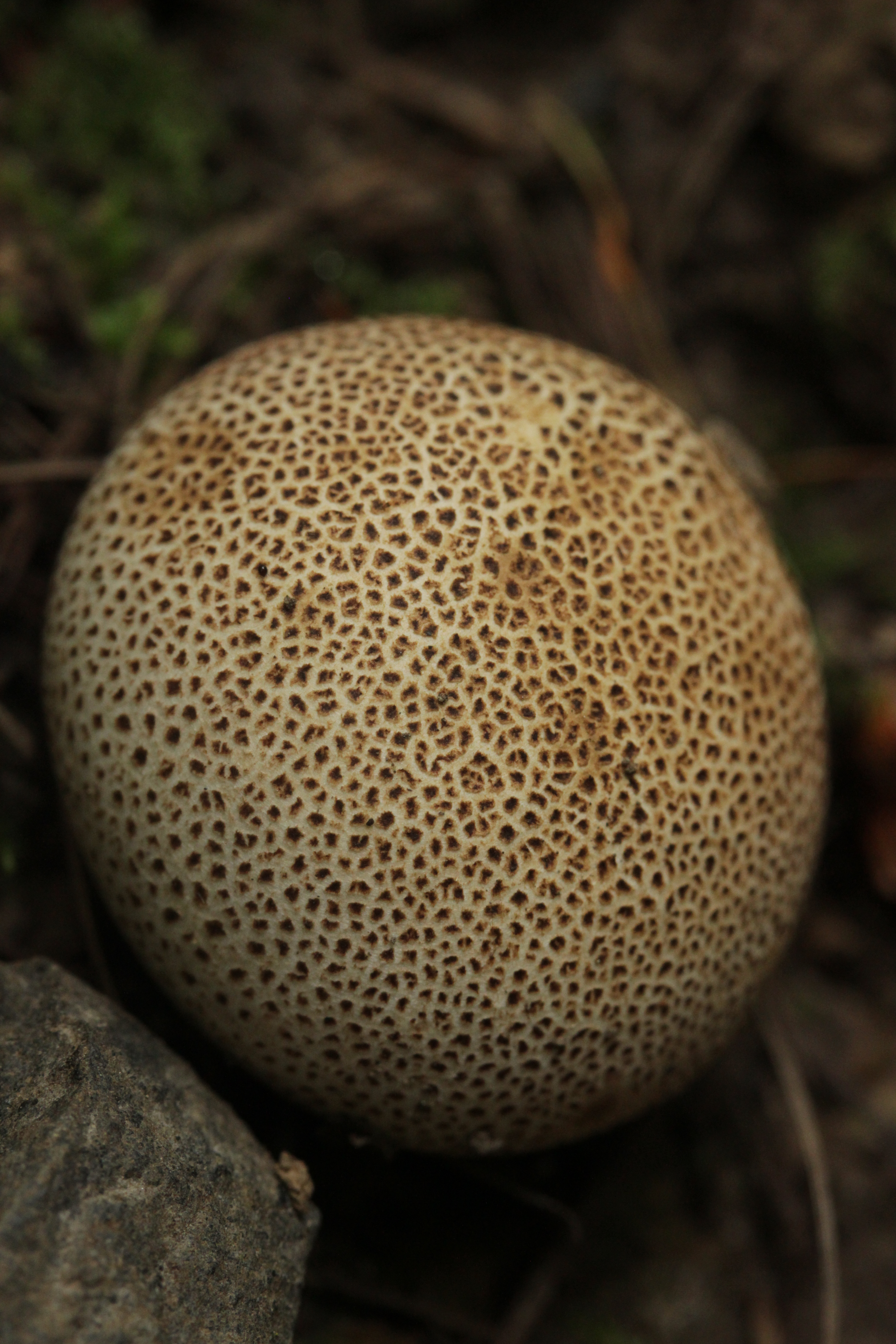
Leopárd-áltrifla
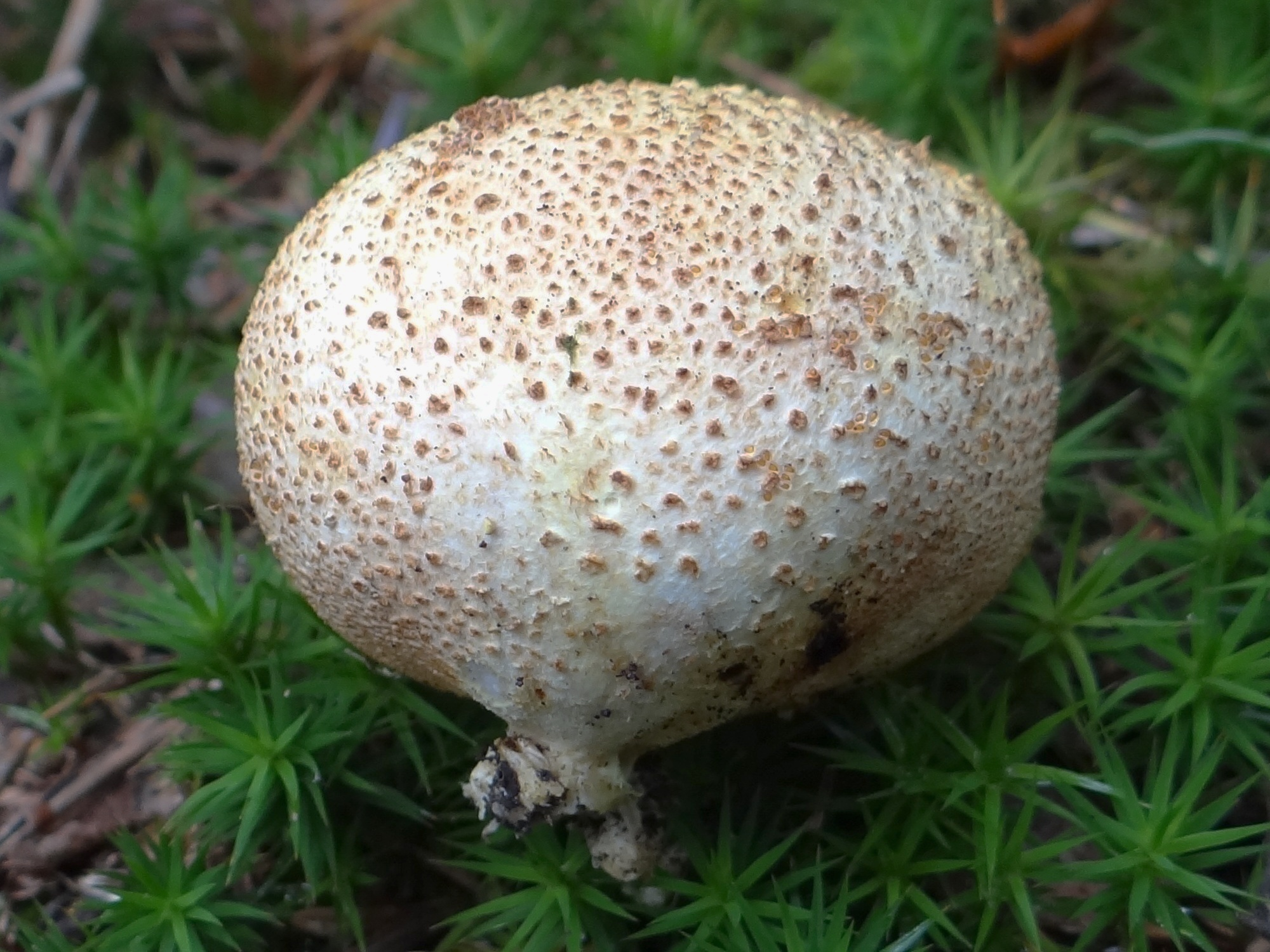
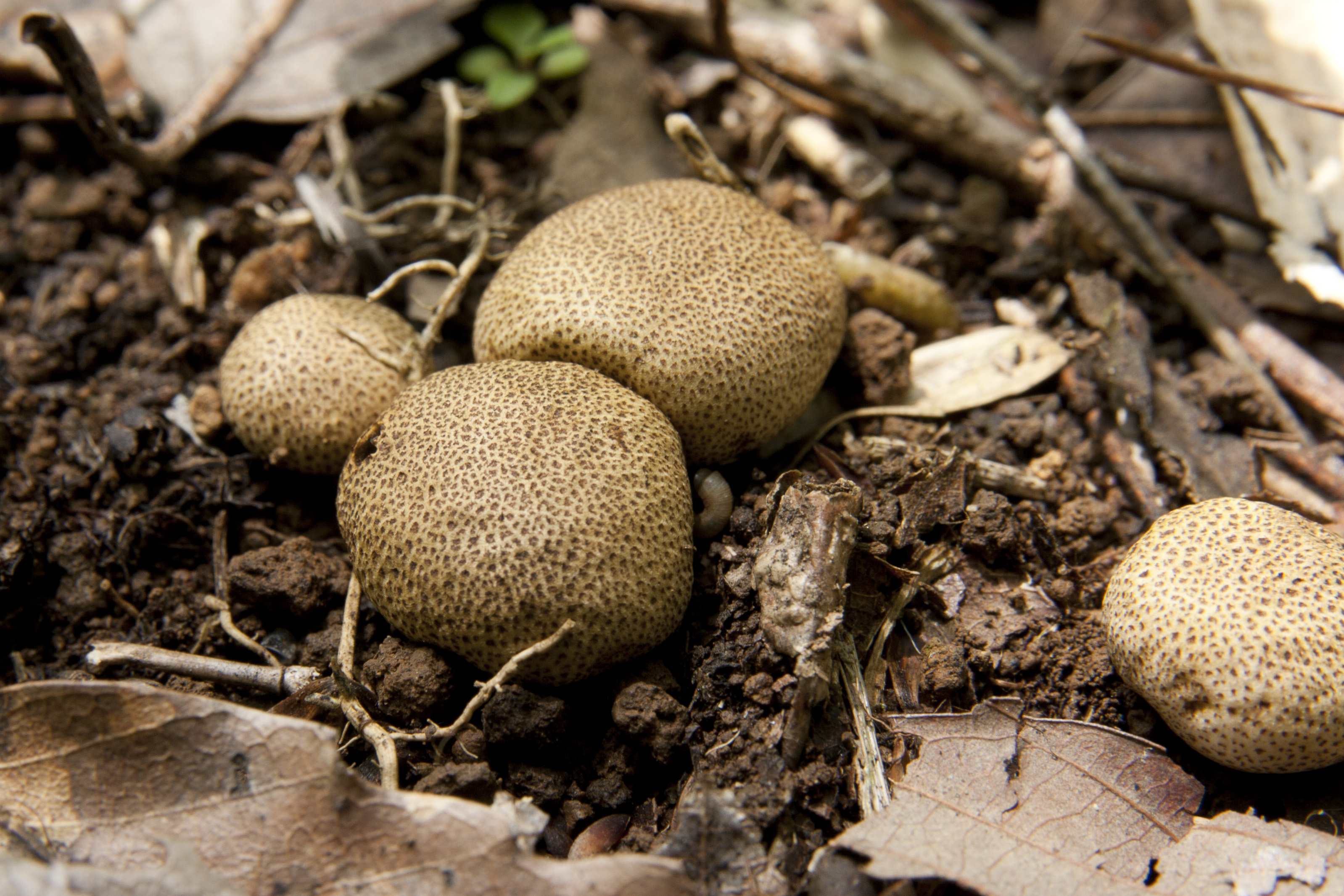
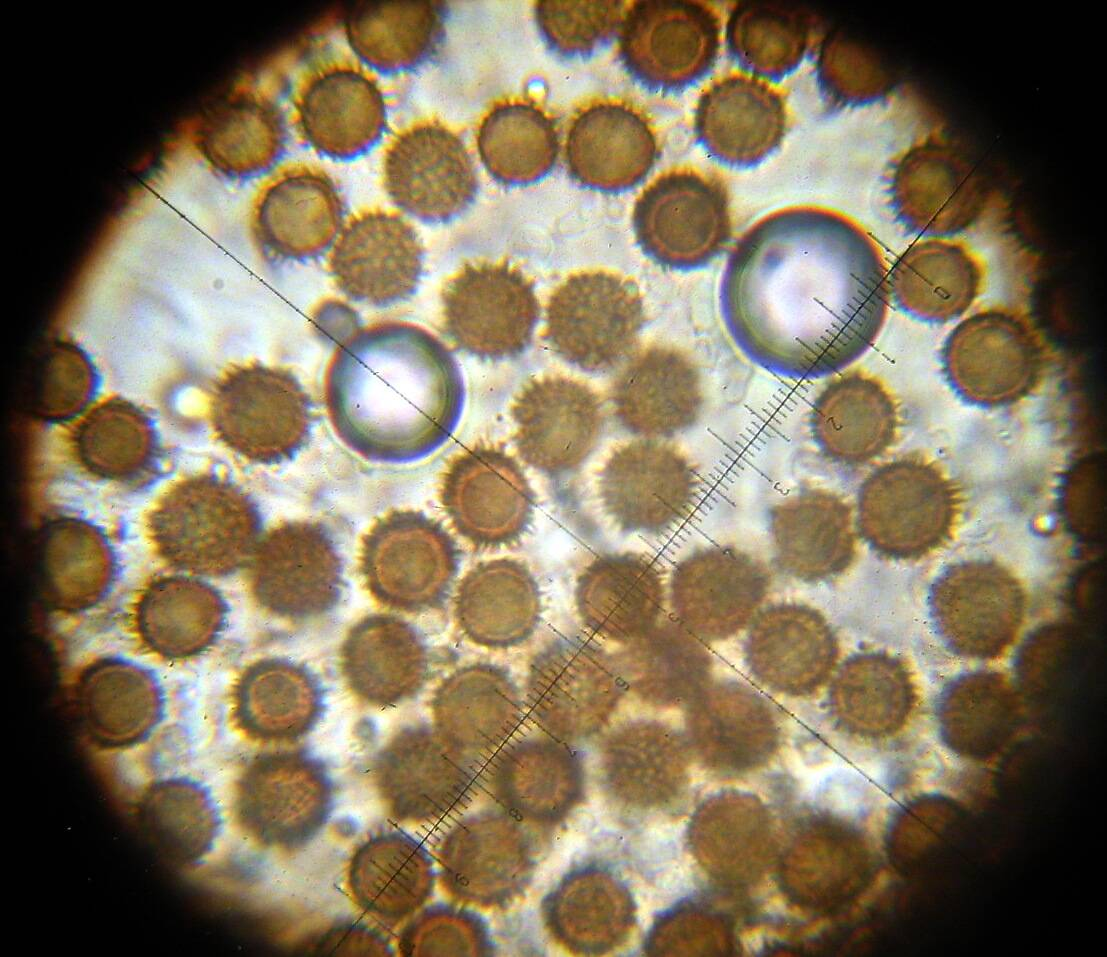
Spórái